# Jean-Marie Odin
Jean-Marie Odin (in de Verenigde Staten ook John Mary Odin, Ambierle, 25 februari 1800 – aldaar, 25 mei 1870) was een Frans missionaris van de Congregatie der Missie in de Verenigde Staten. Hij was achtereenvolgens bisschop van Galveston en aartsbisschop van New Orleans.

## Biografie
Odin werd geboren als zevende van tien kinderen in een welgesteld gezin in Hauteville, een gehucht bij Ambierle (Loire). Hij ging naar het seminarie van de sulpicianen in Lyon. Daar hoorde hij in 1822 van de oproep van Louis William DuBourg, bisschop van Louisiana en de twee Florida's, die Franse missionarissen zocht voor zijn bisdom. Odin kwam aan in New Orleans op 11 juli 1822 en reisde door naar het seminarie in Perryville (Missouri) om zijn priesteropleiding te voleindigen. Op 4 mei 1823 werd hij door bisschop DuBourg tot priester gewijd. In 1825 trad hij binnen bij de Congregatie der Missie. Tussen 1825 en 1840 was Odin actief in Missouri, eerst als parochiepriester, daarna als professor theologie aan het seminarie van Perryville.

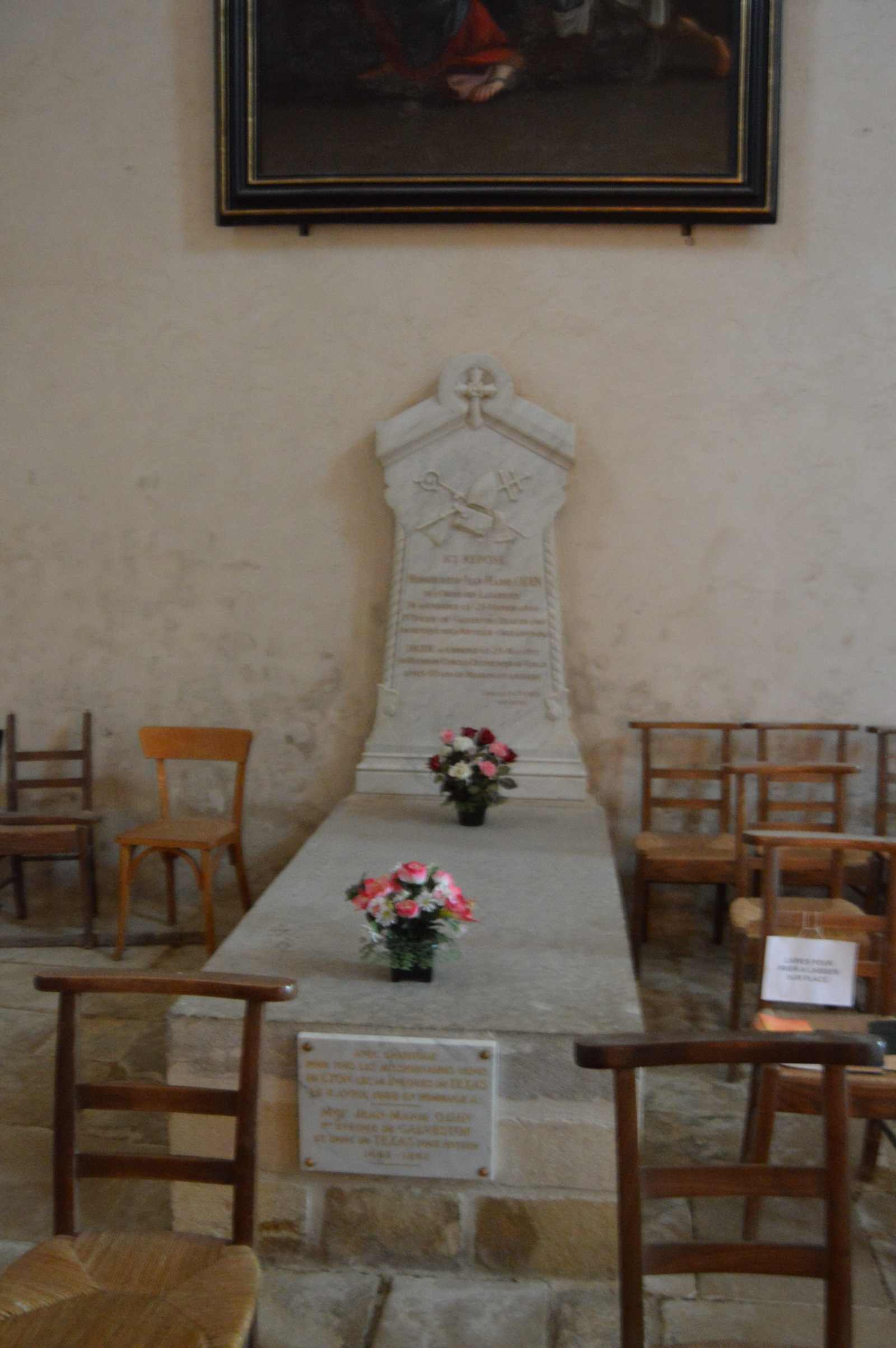
Zijn graf in de kerk van Ambierle

In 1840 reisde Odin naar Texas. De Congregatie der Missie had immers in 1839 de apostolische prefectuur Texas toegewezen gekregen. Dit gebied was afgescheiden van Mexico na de Texaanse Onafhankelijkheidsoorlog en de daar aanwezige parochiepriesters waren naar Mexico vertrokken. Apostolisch prefect John Timon stelde Odin aan als zijn adjunct. In december 1840 weigerde Odin een benoeming tot coadjutor van het bisdom Detroit om zich aan zijn missiewerk in Texas te kunnen wijden. Op 16 juli 1841 volgde hij Timon op als apostolisch vicaris. Hij werd gewijd tot titulair bisschop van Claudiopolis in Isauria. In 1847 werd hij de eerste bisschop van het nieuw opgericht bisdom Galveston, dat gans de staat Texas omvatte. Hij bouwde nieuwe kerken en herstelde de kerkelijke tucht. Hij maakte twee reizen naar Europa om nieuwe priesters te rekruteren voor de missie in Texas.
In 1861 werd Odin benoemd tot aartsbisschop van New Orleans. Hij werd geconfronteerd met een bisdom met financiële moeilijkheden. Hij was getuige van de gevechten tijdens de Amerikaanse Burgeroorlog en van de wederopbouw na de oorlog.
Odin reisde naar Europa voor het Eerste Vaticaans Concilie. Daar werd hij ziek en hij stierf in 1870 in Ambierle in zijn geboortehuis.